# Пашуки (зупинний пункт)
Пашуки́ — колишній зупинний пункт Жмеринської дирекції Південно-Західної залізниці на неелектрифікованій лінії Шепетівка — Старокостянтинів I між станціями Шепетівка-Подільська (9 км) та Чотирбоки (10 км). Розташовувався на західній околиці села Пашуки Шепетівського району Хмельницької області.

## Історія
Відкритий 1958 року, як роз'їзд Пашуки. Наприкінці XX століття перетворений на зупинний пункт. Станом на грудень 2012 року демонтований, платформа відсутня. 

## Пасажирське сполучення
Найближчий зупинний пункт Мокіївці (за 4,5 км), де зупиняються приміські поїзди сполученням Шепетівка — Гречани / Хмельницький